# Пейзаж с двумя дубами
«Пейзаж с двумя дубами» (нидерл. Landschap met twee eiken) — картина нидерландского художника Яна ван Гойена, написанная в 1641 году. Картина находится в Государственном музее в Амстердаме.

## Описание
На этой картине изображены два старых дуба, которые выделяются на фоне серого неба. Под ними отдыхают два путешественника, слева открывается речная панорама; третья фигура направляется домой. На этом пейзаже ван Гойена красный и синий пиджаки путешественников являются единственными цветовыми акцентами. Но эти персонажи не были основным интересом художника. Больше всего его интересовали дубы в необычных формах, небо и атмосфера. Он добился точного изображения с помощью утончённой композиции и свободной, точной манеры живописи, а также с помощью использования небольшого количества цветов — зелёного, серого, жёлтого и коричневого во многих оттенках.
Изображенная здесь группа дубов также присутствует и в других работах художника, также как и речная панорама.